# جورج سالم
جورج سالم (1933-1977) هو أديب وروائي من مواليد مدينة حلب في سوريا، تخرج من كلية الآداب والعلوم الإنسانية بجامعة دمشق قسم اللغة العربية في عام 1955 كما حصل على دبلوم التربية عام 1956. عمل في مجال التدريس وتولى إدارة المركز الثقافي العربي بحلب كما ترأس فرع اتحاد الكتاب العرب في مدينة حلب، زوجته هي الكاتبة ليلى صايا.
قام جورج بعدد من الدراسات عن اللغة العربية إضافة إلى تأليف العديد من القصص القصيرة ورواية واحدة بعنوان المنفى كما عمل على ترجمة بعض الروايات إلى اللغة العربية.